# Dany N'Guessan
Djombo Dany-Gael N'Guessan (Ivry-sur-Seine, 11 agosto 1987) è un ex calciatore francese, di ruolo centrocampista.

## Carriera

### Club

#### Gli inizi
N'Guessan è entrato nelle giovanili dell'Auxerre nel 2003. Nel 2005 è stato ingaggiato dagli scozzesi dei Rangers, dopo aver superato un provino. Aggregato in squadra per la stagione 2005-2006, non ha disputato alcun incontro ufficiale sotto la guida tecnica dell'allenatore Paul Le Guen.

#### Boston United
In vista del campionato 2006-2007, N'Guessan è passato al Boston United – club militante in Football League Two, quarto livello del campionato inglese – con la formula del prestito. Ha esordito in squadra il 19 agosto, schierato titolare nella sconfitta per 5-0 maturata sul campo dello Shrewsbury Town. Il 1º settembre ha trovato la prima rete in squadra, nella sconfitta per 2-1 arrivata in casa dell'Hartlepool United. Rimasto in squadra fino al mese di gennaio 2017, ha totalizzato 23 presenze e 5 reti in campionato.

#### Lincoln City
A gennaio 2007, N'Guessan è passato al Lincoln City a titolo definitivo. Ha debuttato con questa casacca il 27 gennaio, subentrando a Jamie Forrester nella vittoria casalinga per 1-0 sul Peterborough United. Ha chiuso l'annata a quota 9 presenze.
Il 18 agosto 2007 ha segnato la prima rete, con cui ha contribuito al successo esterno per 1-3 sul Mansfield Town. N'Guessan è rimasto in squadra fino al termine della Football League Two 2008-2009, totalizzando 86 presenze e 13 reti nel solo campionato.

#### Leicester City e i prestiti
Nel 2009, N'Guessan si è trasferito al Leicester City, all'epoca militante in Football League Championship. L'8 agosto ha effettuato il proprio esordio in squadra, subentrando ad Andy King nel successo casalingo per 2-1 sullo Swansea City: ha trovato la rete della vittoria in favore della sua squadra. Rimasto in squadra fino all'inizio della stagione successiva, ha totalizzato 40 presenze e 6 reti tra tutte le competizioni.
A novembre 2010 è passato in prestito mensile allo Scunthorpe United. Il 13 novembre ha giocato la prima partita, trovando una rete nella sconfitta interna per 2-4 contro il Cardiff City.
A gennaio 2011 è passato al Southampton, compagine militante in Football League One. Il 1º marzo ha giocato la prima partita di campionato, subentrando a Morgan Schneiderlin nella sconfitta per 1-0 contro il Walsall. Ha giocato 6 partite in squadra, in questa porzione di stagione: ha contribuito così alla promozione del Southampton.

#### Millwall e Charlton
Nell'estate 2011 è stato ingaggiato dal Millwall, tornando così a calcare i campi da calcio della Football League Championship. Il 13 agosto ha debuttato con questa maglia, sostituendo Darius Henderson nel successo interno per 2-0 sul Nottingham Forest. Il 26 dicembre ha trovato la prima rete, sancendo la vittoria per 1-0 sul Portsmouth.
Il 19 marzo 2012 è passato in prestito al Charlton, in Football League One. Il 20 marzo, all'esordio con questa maglia, ha trovato il primo gol per il Charlton, con cui ha contribuito al successo per 3-0 sullo Yeovil Town. Al termine dell'annata ha fatto ritorno al Millwall, dove è rimasto fino al 2 settembre 2013, quando ha rescisso il contratto che lo legava al club.

#### Swindon Town
Il 2 settembre 2013 si è trasferito allo Swindon Town, in Football League One: ha firmato un accordo annuale. Ha giocato la prima partita in data 7 settembre, quando ha sostituito Alex Pritchard nel pareggio interno per 1-1 contro il Milton Keynes Dons. Il 14 settembre ha siglato la prima marcatura, nella sconfitta per 3-2 contro il Wolverhampton. Ha lasciato la squadra al termine della stagione.

#### Port Vale
Libero da vincoli contrattuali, in data 23 ottobre 2014 è stato ingaggiato dal Port Vale: il giocatore ha firmato un accordo biennale. Il 25 ottobre è sceso in campo in luogo di Jordan Slew nel 3-0 inflitto al Leyton Orient. Il 29 novembre ha trovato il primo gol, nel 2-2 in casa del Gillingham. Il 23 dicembre 2014 ha prolungato l'accordo che lo legava al Port Vale, sino al termine della stagione. Il 2 febbraio 2015 ha rescisso consensualmente l'accordo che lo legava al club.

#### Larissa
Una volta rescisso l'accordo con il Port Vale, si è trasferito ai greci del Larissa, squadra della Football League. L'8 febbraio ha effettuato il proprio esordio, schierato titolare nello 0-0 contro il Chania. Il 2 marzo ha trovato il primo gol, ai danni dell'Acharnaïkos, contribuendo al 2-0 in favore della sua squadra. Ha lasciato il Larissa congedandosi con 10 presenze ed una rete.

#### Doncaster
Il 30 luglio 2015 ha fatto ufficialmente ritorno in Inghilterra per giocare nel Doncaster, compagine militante nella Football League One: il giocatore ha siglato un accordo biennale. Il 5 settembre ha effettuato il proprio esordio in campionato, sostituendo Curtis Main nella sconfitta per 1-0 maturata sul campo del Gillingham. Ha disputato 8 partite in stagione, in cui il Doncaster è retrocesso in Football League Two. Nel mese di ottobre 2016 ha rescisso il contratto che lo legava al club.

#### Start
Il 20 aprile 2017 si è aggregato in prova ai norvegesi dello Start. Il 28 aprile ha firmato ufficialmente un contratto con il club, scegliendo di vestire la maglia numero 91. Ha esordito con questa casacca il 2 maggio, subentrando ad Erlend Segberg nella sconfitta per 3-2 maturata sul campo del Bodø/Glimt: ha trovato una delle reti in favore della sua squadra. Il 4 luglio successivo ha rescisso il contratto che lo legava allo Start.

## Statistiche

### Presenze e reti nei club
Statistiche aggiornate al 4 luglio 2017.
| Stagione              | Club                  | Campionato            | Campionato | Campionato | Coppe nazionali | Coppe nazionali | Coppe nazionali | Coppe continentali | Coppe continentali | Coppe continentali | Supercoppe | Supercoppe | Supercoppe | Totale | Totale |
| Stagione              | Club                  | Comp                  | Pres       | Reti       | Comp            | Pres            | Reti            | Comp               | Pres               | Reti               | Comp       | Pres       | Reti       | Pres   | Reti   |
| --------------------- | --------------------- | --------------------- | ---------- | ---------- | --------------- | --------------- | --------------- | ------------------ | ------------------ | ------------------ | ---------- | ---------- | ---------- | ------ | ------ |
| 2005-2006             | Rangers               | PL                    | 0          | 0          | CS+CdL          | 0               | 0               | UCL                | -                  | -                  | -          | -          | -          | 0      | 0      |
| ago. 2006-gen. 2007   | Boston Utd            | FL2                   | 23         | 5          | FACup+CdL       | ?               | ?               | -                  | -                  | -                  | -          | -          | -          | 23+    | 5+     |
| gen.-giu. 2007        | Lincoln City          | FL2                   | 9          | 0          | FACup+CdL       | -               | -               | -                  | -                  | -                  | -          | -          | -          | 9      | 0      |
| 2007-2008             | Lincoln City          | FL2                   | 32         | 5          | FACup+CdL       | ?               | ?               | -                  | -                  | -                  | -          | -          | -          | 32+    | 5+     |
| 2008-2009             | Lincoln City          | FL2                   | 45         | 8          | FACup+CdL       | ?               | ?               | -                  | -                  | -                  | -          | -          | -          | 45+    | 8+     |
| Totale Lincoln City   | Totale Lincoln City   | Totale Lincoln City   | 86         | 13         |                 | ?               | ?               |                    | -                  | -                  |            | -          | -          | 86+    | 13+    |
| 2009-2010             | Leicester City        | FLC                   | 28         | 3          | FACup+CdL       | 2+2             | 2+1             | -                  | -                  | -                  | -          | -          | -          | 32     | 6      |
| lug.-ott. 2010        | Leicester City        | FLC                   | 5          | 0          | FACup+CdL       | 0+3             | 0               | -                  | -                  | -                  | -          | -          | -          | 8      | 0      |
| Totale Leicester City | Totale Leicester City | Totale Leicester City | 33         | 3          |                 | 2+5             | 2+1             |                    | -                  | -                  |            | -          | -          | 40     | 6      |
| nov. 2010             | Scunthorpe Utd        | FLC                   | 3          | 1          | FACup+CdL       | -               | -               | -                  | -                  | -                  | -          | -          | -          | 3      | 1      |
| gen.-giu. 2011        | Southampton           | FL1                   | 6          | 0          | FACup+CdL       | -               | -               | -                  | -                  | -                  | -          | -          | -          | 6      | 0      |
| 2011-mar. 2012        | Millwall              | FLC                   | 15         | 1          | FACup+CdL       | 2+2             | 1+1             | -                  | -                  | -                  | -          | -          | -          | 19     | 3      |
| mar.-giu. 2012        | Charlton              | FL1                   | 7          | 4          | FACup+CdL       | -               | -               | -                  | -                  | -                  | -          | -          | -          | 7      | 4      |
| 2012-2013             | Millwall              | FLC                   | 13         | 1          | FACup+CdL       | 5+0             | 1+0             | -                  | -                  | -                  | -          | -          | -          | 18     | 2      |
| ago. 2013             | Millwall              | FLC                   | 1          | 0          | FACup+CdL       | 0               | 0               | -                  | -                  | -                  | -          | -          | -          | 1      | 0      |
| Totale Millwall       | Totale Millwall       | Totale Millwall       | 29         | 2          |                 | 7+2             | 2+1             |                    | -                  | -                  |            | -          | -          | 38     | 5      |
| set. 2013-mar. 2014   | Swindon Town          | FL1                   | 24         | 8          | FACup+CdL       | 1+1             | 0               | -                  | -                  | -                  | -          | -          | -          | 26     | 8      |
| ott. 2014-feb. 2015   | Port Vale             | FL1                   | 11         | 2          | FACup+CdL       | 1+0             | 0               | -                  | -                  | -                  | -          | -          | -          | 12     | 2      |
| feb.-giu. 2015        | Larissa               | FL                    | 10         | 1          | CG              | -               | -               | -                  | -                  | -                  | -          | -          | -          | 10     | 1      |
| 2015-2016             | Doncaster             | FL1                   | 8          | 0          | FACup+CdL       | 0               | 0               | -                  | -                  | -                  | -          | -          | -          | 8      | 0      |
| lug.-ott. 2016        | Doncaster             | FL2                   | 0          | 0          | FACup+CdL       | 0               | 0               | -                  | -                  | -                  | -          | -          | -          | 0      | 0      |
| Totale Doncaster      | Totale Doncaster      | Totale Doncaster      | 8          | 0          |                 | 0               | 0               |                    | -                  | -                  |            | -          | -          | 8      | 0      |
| apr.-lug. 2017        | Start                 | 1D                    | 4          | 2          | CN              | 0               | 0               | -                  | -                  | -                  | -          | -          | -          | 4      | 2      |
| Totale                | Totale                | Totale                | 244        | 41         |                 | 19              | 6               |                    | -                  | -                  |            | -          | -          | 263    | 47     |